# Shōji Toshinari
Shōji Toshinari (東海林 俊成 Đông Hải Lâm Tuấn Thành), còn được gọi là Shōji Toshishige (sinh ngày 27 tháng 10 năm 1890 mất ngày 10 tháng 12 năm 1974), là một vị tướng của Quân đội Nhật Bản, tham gia chiến dịch Thái Bình Dương trong chiến tranh thế giới thứ 2.

## Tiểu sử
Ông sinh ra ở Sendai, tốt nghiệp khóa 25 Trường Sĩ quan Lục quân (Đế quốc Nhật Bản). Sau đó, ông tốt nghiệp trường Đại học Lục quân (Đế quốc Nhật Bản) năm 1912.
Ngày 01 tháng 8 năm 1939, ông được thăng chức Đại tá. Bắt đầu từ năm 1941, ông chỉ huy Trung đoàn Bộ binh 230, đôi khi còn được gọi là đội Shoji, đây là một phần của Sư đoàn 38.
Từ tháng 2- 3 năm 1942, trung đoàn 230 tham gia vào cuộc xâm lược Java. Tháng 10 năm 1942, ông và trung đoàn của ông triển khai đến Guadalcanal, đây là một phần quan trọng trong chiến dịch Guadalcanal. Sau khi tham gia đánh trận chiến sân bay Henderson mức độ nhẹ, trung đoàn Shoji bị thiệt hại nặng trong trận đánh Koli point, trận chiến núi Austen, đồi Galloping Horse và đồi Sea Horse.
Còn sống sót sau chiến dịch Guadalcanal bị thất bại, ông được triệu hồi về. Tháng 3 năm 1944, Shoji được thăng chức Thiếu tướng. Năm 1945, ông trở về Nhật Bản chỉ huy Sendai quân thuộc Quân đoàn 5 vào giai đoạn cuối chiến tranh thế giới thứ hai.

### Sách
- Frank, Richard (1990). Guadalcanal: The Definitive Account of the Landmark Battle. New York: Random House. ISBN 0-394-58875-4.
- Fuller, Richard (1992). Shokan:  Hirohito's Samurai. New York: Arms and Armour Press. ISBN 1-85409-151-4.
- Griffith, Samuel B. (1963). The Battle for Guadalcanal. Champaign, Illinois, USA: University of Illinois Press. ISBN 0-252-06891-2.
- Rottman, Gordon L. (2005). Japanese Army in World War II:  The South Pacific and New Guinea, 1942-43. Dr. Duncan Anderson (consultant editor). Oxford and New York: Osprey. ISBN 1-84176-870-7.

### Web
- Ammentorp, Steen. "Shoji Toshishige, Major-General". The Generals of World War II.
- Klemen, L. "Colonel Toshishige Shoji". The Netherlands East Indies 1941-1942. Bản gốc lưu trữ ngày 10 tháng 3 năm 2012. Truy cập ngày 16 tháng 10 năm 2010.
- Hough, Frank O. "Pearl Harbor to Guadalcanal". History of U.S. Marine Corps Operations in World War II. Ludwig, Verle E., and Shaw, Henry I., Jr. Truy cập ngày 16 tháng 5 năm 2006.
- Shaw, Henry I. (1992). "First Offensive:  The Marine Campaign For Guadalcanal". Marines in World War II Commemorative Series. Truy cập ngày 25 tháng 7 năm 2006.
- Zimmerman, John L. (1949). "The Guadalcanal Campaign". Marines in World War II Historical Monograph. Truy cập ngày 4 tháng 7 năm 2006.